# Mike Kretlow
Mike Kretlow est un astronome allemand.
Il est diplômé de l'Université de Siegen.
Le Centre des planètes mineures le crédite de la découverte de huit astéroïdes, effectuées en 2002.
L'astéroïde (9938) Kretlow lui est dédié,.
| (142408) Trebur      | 30 septembre 2002 |
| (142562) Graetz      | 10 octobre 2002   |
| (163470) Kenwallis   | 14 septembre 2002 |
| (195946) 2002 RB137  | 13 septembre 2002 |
| (196035) Haraldbill  | 30 septembre 2002 |
| (201308) Hansgrade   | 10 octobre 2002   |
| (211343) Dieterhusar | 8 octobre 2002    |
| (250164) Hannsruder  | 10 octobre 2002   |